# Hino Profia
Le Hino Profia (日野プロフィア, Hino Purofia) est un modèle de camion lourd produit par Hino Motors, une filiale de Toyota Motor Corporation. Sur la plupart des marchés d'exportation, il est également connu sous le nom de Hino 700, Hino 700 Splendor. Le nom Profia est officiellement utilisé au Japon et était auparavant connu sous le nom de Super Dolphin Profia. Les codes de modèle du camion Hino série F sont FN, FP, FR, FS et FW. Les codes de modèle de tête de tracteur sont SH et SS.

## Modèles
Les camions Profia sont disponibles dans les modèles suivants :
- FH 4x2
- FN 6x4
- FQ 6x2 plancher bas
- FR 6x4 essieu arrière double
  - Longueur - 11,98 m[1]
  - Largeur - 2,49 m
  - Hauteur - 3,75 m
- FS 6x4
- FW 8x4 plancher bas
  - Longueur - 11,99 m[2]
  - Largeur - 2,49 m
  - Hauteur - 3,48 m
- FY 8x4
- Tête de tracteur SH 4x2
  - Longueur - 6,19 m[3]
  - Largeur - 2,49 m
  - Hauteur - 3,75 m
- Tête de tracteur SS 6x4
- Tête de tracteur SV 6x4

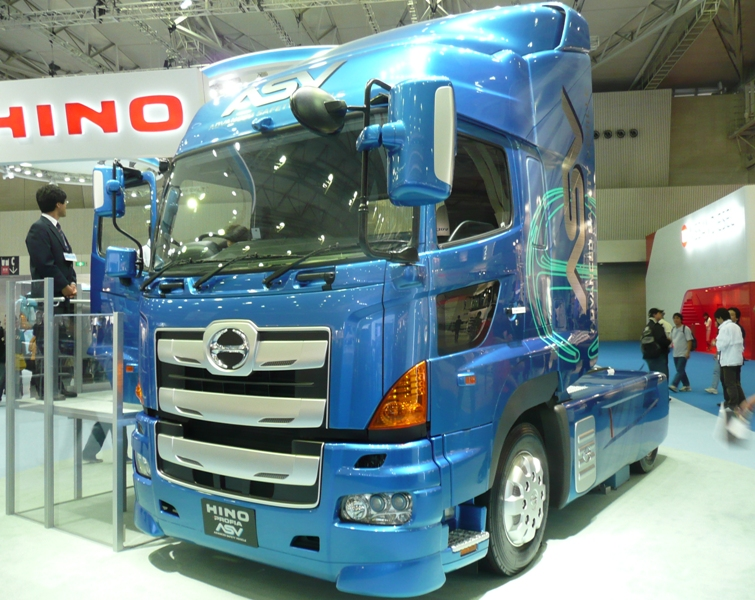
Profia ASV
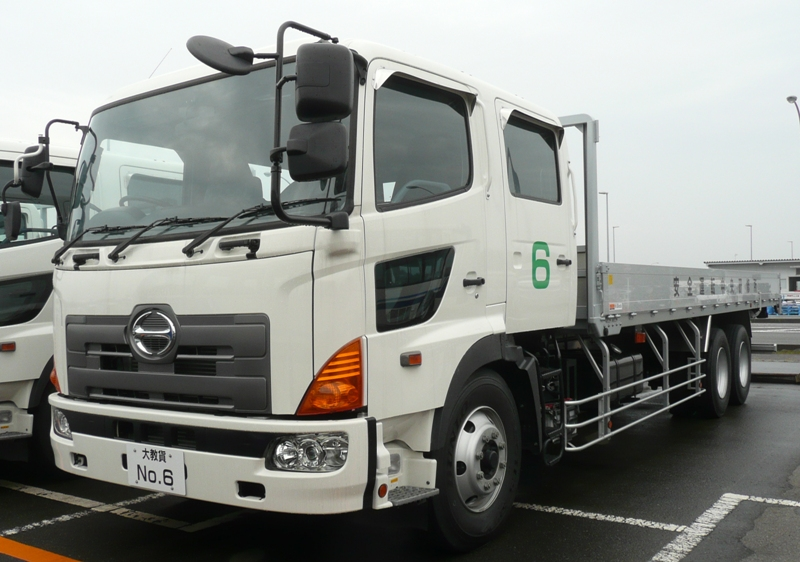
Profia double cabine
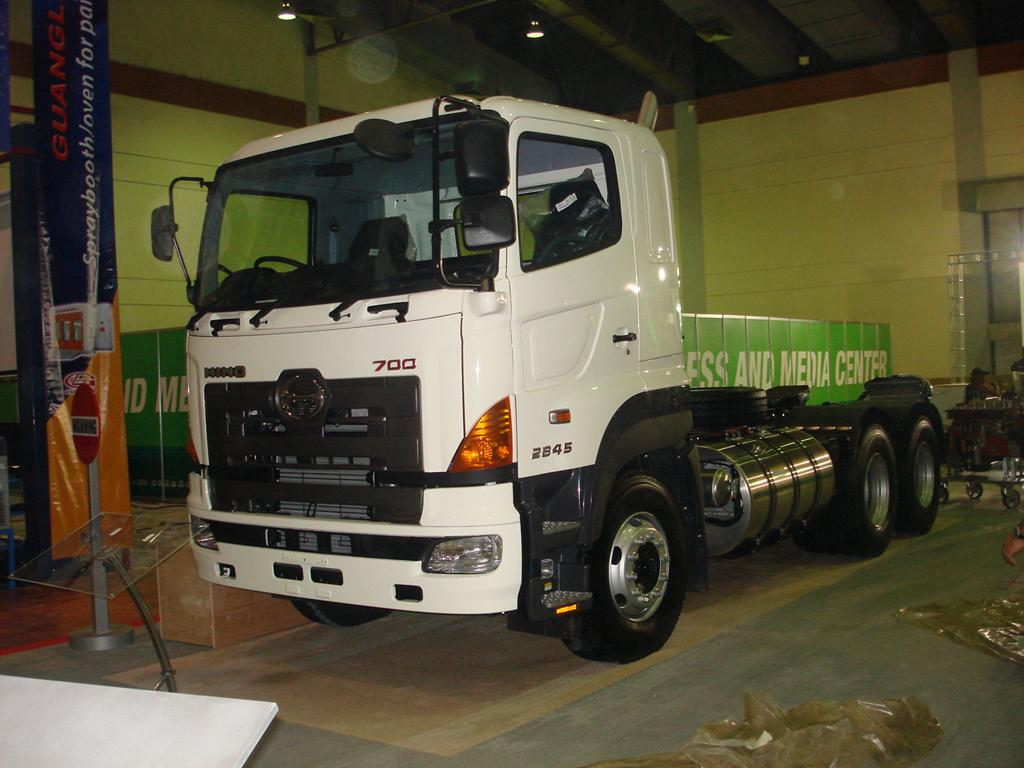
Hino 700 SS1E
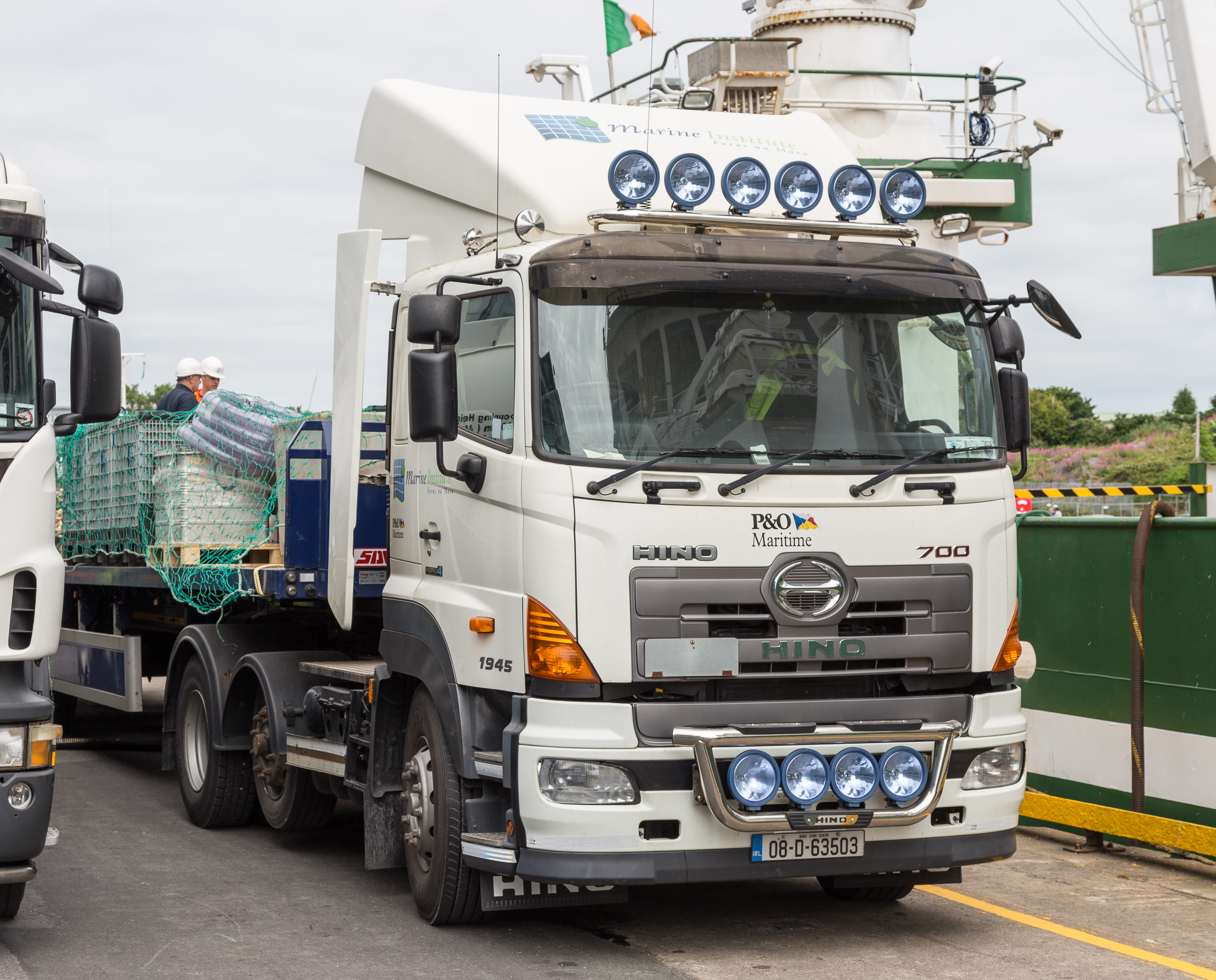
Hino 700 à Galway IRE
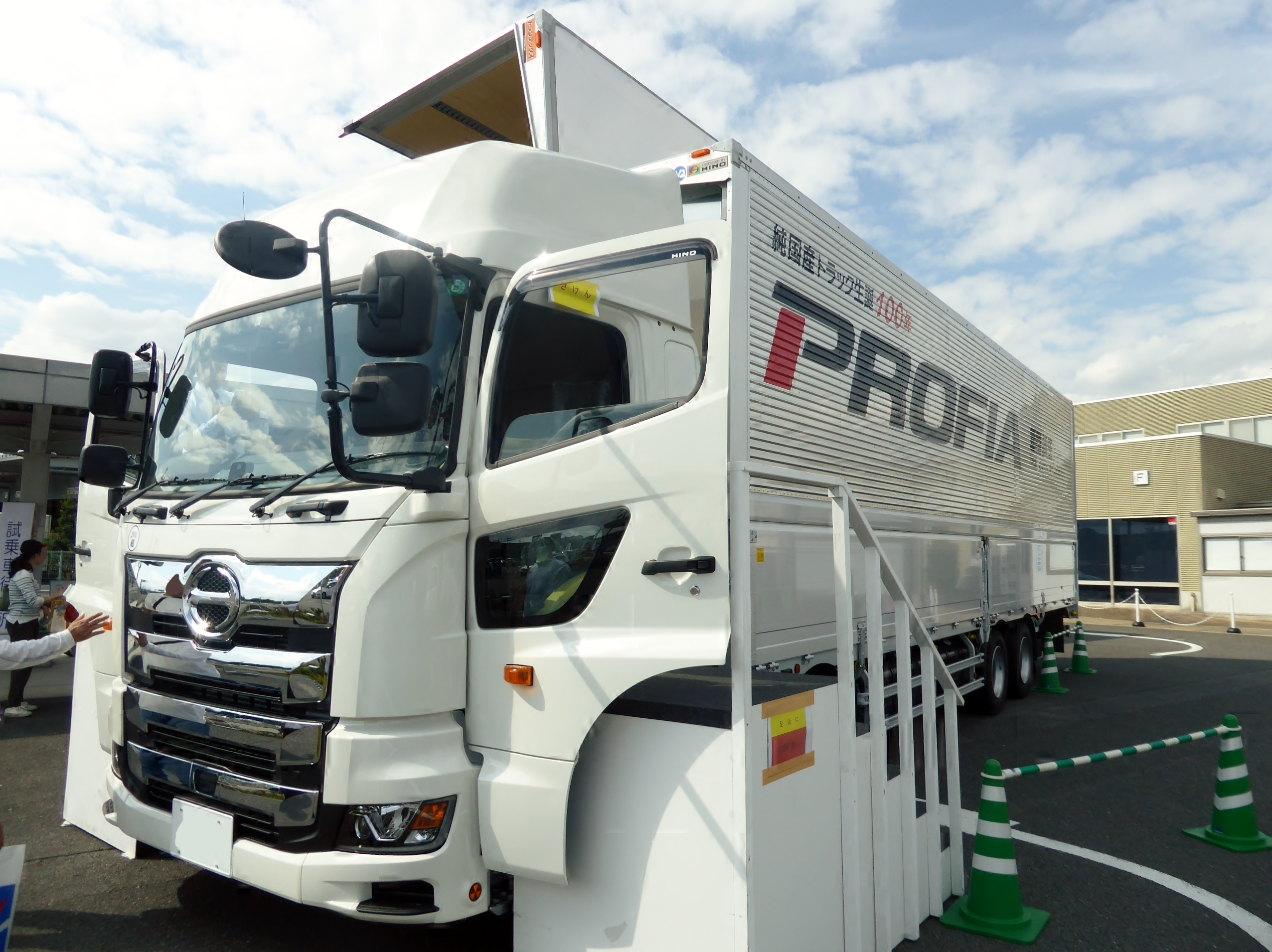
Camion cargo Hino Profia FR 2017
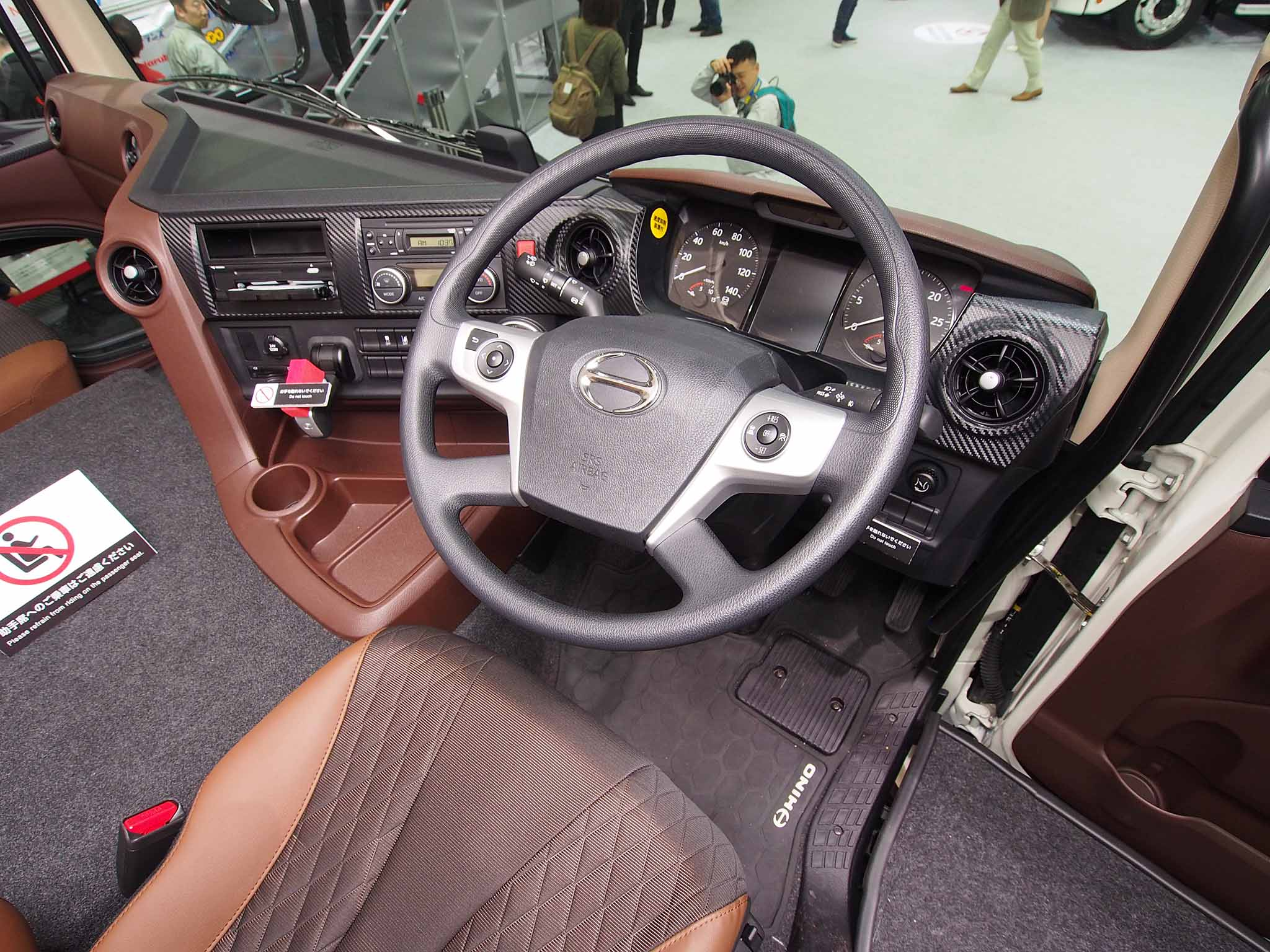
Cockpit Hino Profia 2017